# Estadio Guadalquivir
El Estadio Guadalquivir es un recinto deportivo de la localidad de Coria del Rio, España. Es propiedad del Coria Club de Fútbol. Está situado junto al río Guadalquivir, del que toma su nombre. El estadio presenta un terreno de juego de césped natural. La capacidad del estadio es de 6000 espectadores, de los cuales 2000 pueden estar sentados en las tribunas de Fondo y Preferencia.
El terreno de juego de césped natural tiene una dimensiones de 101 x 70 metros. El cerramiento del estadio tiene una altura de 4,75 metros en los goles, estando construido en ladrillo de cara vista.
En el año 2002 se realizaron unas nuevas instalaciones de oficinas y vestuarios. Dispone en la actualidad de cuatro vestuarios, además de un vestuario arbitral y otro para los entrenadores. También se dispone de enfermería, donde trabaja el personal sanitario del club. 
El estadio está dotado con cuatro torres de iluminación eléctrica, lo que posibilita su utilización para partidos nocturnos. La zona de oficinas del Estadio Guadalquivir fue remodelada en el año 2002 y actualmente cuenta con un despacho de Presidencia, Tesorería, Secretaría, Sala de Prensa, Sala de Junta y Sala de Trofeos.
Aparte de ser la sede del Coria Club de Fútbol y su cantera, el Estadio Guadalquivir también ha acogido importantes encuentros de selecciones nacionales, autonómicas o provinciales. También el terreno de juego ha servido para equipos europeos como la Juventus de Turín, que disputó en Sevilla la Peace Cup. Además, suele ser escogido por equipos de Primera División de España, como el Sevilla Fútbol Club o el Real Betis Balompié, para disputar aquí sus primeros encuentros de pretemporada o entrenar para los dichos.